# São José dos Basílios
São José dos Basílios är en kommun i Brasilien.   Den ligger i delstaten Maranhão, i den östra delen av landet, 1 200 km norr om huvudstaden Brasília. Antalet invånare är 7 496.
Omgivningarna runt São José dos Basílios är huvudsakligen savann. Runt São José dos Basílios är det glesbefolkat, med 19 invånare per kvadratkilometer.